# Guillaume de Laire
Guillaume de Laire (av.1370 - ap.1410), seigneur de Cornillon et de Cuzieu en Forez, est un chevalier de l'entourage du duc Louis II de Bourbon, comte de Forez, et du roi de France.

## Biographie
Guillaume est fils de Robert de Laire, seigneur de Cornillon, et de Béatrice de Salsat (ou Salzac) à qui son frère Pierre de Salsat de Mays légua avant 1388 sa seigneurie de Cuzieu et petit-fils de Bernard de Laire, bailli du Velay de 1353 à 1399.
Engagé dès 1387 avec d'autres vassaux du duc Louis II de Bourbon, aussi comte de Forez par son mariage avec Anne Dauphine, dans la lutte contre les Grandes compagnies en Forez sous le commandement unifié de Robert de Chalus (acquéreur de Bothéon en 1386), Guillaume de Laire remplace ce dernier le 8 septembre 1388 à la tête des troupes du Bourbonnais et combattra ces Compagnies jusqu'à leur départ, vers 1394. Durant son commandement, il participe en 1389 aux combats contre les troupes de Raimond de Turenne massées sur la vallée du Rhône pour aller guerroyer en Provence.
On le retrouve à la tête de 200 hommes prêtant main-forte en 1394 à l'armée royale du connétable de Clisson et au comte de Penthièvre lors du siège de Saint-Brieuc contre les vassaux du duc de Bretagne, puis partant de Gap vers le Piémont à la tête de 200 chevaux au début de l'année 1396. Ces participations lui valent d'être intégré au Conseil du roi vers 1404 ou 1405, où il sera maintenu lorsque le conseil sera purgé de ses éléments Bourguignons en janvier 1406. Il est nommé chevalier de l'ordre du Camail, puis gouverneur du Dauphiné le 21 avril 1407.
C'est autant au titre de voisin que de proche que Guillaume de Laire est témoin de l'hommage rendu au comte de Savoie par le duc de Bourbon pour ses terres des Dombes situées sur le territoire de la Savoie en mai 1409.
À la suite de l'assassinat du duc d'Orléans (1407), Jean sans Peur prend au nom des Bourguignons la tête de la régence (Charles le Fol sombrant dans la démence) et ôte en 1409 à Guillaume de Laire ses postes au Conseil et en Dauphiné. Après l'alliance d'avril 1410 contre Jean sans Peur, passée à Gien autour de Charles d'Orléans par les ducs de Berry, de Bretagne, de Bar et les comte d'Armagnac, d'Alençon et de Clermont, Guillaume de Laire, au nom de leur amitié ancienne, est envoyé en ambassade par Orléans auprès du duc de Bourbon pour lui faire accepter l'engagement de son fils Jean de Clermont (cf. aussi l'article Guerre civile).

### Héraldique

Armes de Laire

Guillaume de Laire porte d'argent au lion de gueules. Un sceau utilisé par Guillaume dans sa charge de gouverneur du Dauphiné montre une bordure engrêlée mais il est possible que cette bordure corresponde à la triple chaîne de l'ordre du Camail.
Guillaume de Laire est le dernier gouverneur du Dauphiné dont le sceau de charge porte les armes personnelles.